# 3399 Kobzon
3399 Kobzon este un asteroid din centura principală, descoperit pe 22 septembrie 1979, de Nikolai Cernîh.